# أغاسين بالا (سياهو)
أغاسین بالا (بالفارسية: اغاسین بالا) هي مستوطنة تقع في إيران في قسم سیاهو الريفي. يقدر عدد سكانها بـ 96 نسمة بحسب إحصاء 2016.